# Лоус, Генри
Генри «Джунджо» Лоус (1960, Кингстон (Ямайка), Ямайка — 14 июня 1999, Харлсден, Брент (боро Лондона), Лондон, Великобритания) — ямайский регги-композитор,  продюсер и музыкальный инженер звукозаписывающей компании Greensleeves.

## Биография
Генри родился в районе Уотерхаус ямайского Кингстона, на Олимпийском пути. Проводил свою юность в соседнем Уитфилд-тауне во время политических стычек в Ямайке и жил по соседству с «высокопоставленным чиновником» и боевиком Народной национальной партии Майклом Мэнли, семьёй гангстера Джека Массопа и Бобом Марли. Свою профессиональную карьеру он начал в 1978 году, благодаря продюсеру группы Grooving Locks Банни «Striker» Ли. Его ранний успех пришёл с певцом Баррингтоном Леви во время продюсирования его работы вместе со своей группой и инженером Хоуптоном «Scientist» Брауном. В течение года Генри Лоус заказывал много сессий в студии Первого Ямайского канала с бэк-группой Roots Radics для изменения звучания ямайской музыки, используя для этого ритмы Studio One. Позднее он научился делать музыку на микшерном пульте у Хоуптона «Scientist» Брауна. Постепенно Генри Лоус получал популярность, благодаря тому, что делал музыку для многих начинающих и профессиональных регги-групп. В 1983 году он разрабатывает свою саунд-систему Volcano для борьбы с безразличием радиопрограммистов. Вскоре Volcano стала самой популярной и известной саунд-системой в Ямайке. Участвуя в массовом отъезде ямайцев в Нью-Йорк, Генри вместе с друзьями устанавливал саунд-систему и устраивал вечеринки, потом ввязался в криминальную деятельность в связи с торговлей наркотиками, после чего он был арестован и в 1991 году был депортирован обратно на Ямайку.

## Смерть
После возвращения Генри продолжает свою карьеру вместе c Cocoa Tea, Ninjaman и Джоном Холтом. В 1999 году он отправляется в Лондон на празднование своего дня рождения и отдых. Вернуться на Ямайку он планировал на следующей неделе, однако 14 июня этого же года Генри был убит наркоторговцами во время стрельбы из машины в Харлсдене, боро Брент.

## Деятельность с исполнителями музыки
| Годы        | Исполнители |
| ----------- | --- |
| 1978        | Grooving Locks, Линвал Томпсон |
| 1979 — 1999 | Roots Radics, Scientist |
| 1991 — 1999 | Michael Prophet, Eek A Mouse, Cocoa Tea, Yellowman, General Echo, Nicodeemus, Джон «Little John» Холт, The Wailing Souls, Джонни Осборн |